# Heradida loricata
Heradida loricata là một loài nhện trong họ Zodariidae.
Loài này thuộc chi Heradida. Heradida loricata được Eugène Simon miêu tả năm 1893.